# Abbaye de Belmonte
L’abbaye de Belmonte est une ancienne abbaye, bénédictine puis cistercienne, située en Espagne, plus précisément à Belmonte de Miranda, dans la comarque d'Oviedo (Asturies).

## Histoire

### Fondation
L'abbaye est fondée vers 990, grâce à un don de Velasquita, la première femme du roi Bermude II. Le nom de ce monastère est alors La Villa Lapideum qui évolue progressivement en Lapetum ou Lapedo. C'est un établissement bénédictin, qui fait très peu parler de lui durant tout le XIe siècle.

### Abbaye cistercienne
En 1206, l'abbaye devient cistercienne et se place dans la filiation de l'abbaye proche de Carracedo. Un document de 1213 atteste ce changement de règle.

### Après les moines
Le  désamortissement de Mendizábal chasse les moines et ferme l'abbaye en 1835. Il n'en reste que de rares ruines, les pierres de l'abbaye ayant été réutilisées pour construire d'autres bâtiments de la commune,.